# 울산방송
울산방송(蔚山放送, 영어: Ulsan Broadcasting Corporation, UBC)은 울산광역시 전지역, 경상남도 양산시 일부 및 기타 인근 일부 지역을 가시청권으로 하는 대한민국의 SBS의 울산권 네트워크 민영 방송이다. 1997년에 개국한 2차 민방 (JTV 전주방송, CJB 청주방송) 중 하나로 1997년 9월 1일에 개국하였으며, 사옥은 울산광역시 중구 학산동에 있다.
2026년 남구 옥동에 있는 경남아너스빌아파트 주상복합 건물에 신사옥이 입주하게 되면 2010년 부터 이어온 학산동 시대가 마감될 예정이다.

## 슬로건
- 정다운 이웃 우리의 방송
- 울산과 함께 나는 pride& love

## 개요
1998년에는 언양, 1999년에는 양산시에 간이 중계소를 세웠으며, 2001년 9월 1일에는 창사 4주년을 맞아 FM 방송인 그린 FM을 개국했다. 2003년 12월 4일에는 지역 최초로 디지털 방송을 개국했다. 2007년 12월에 지상파DMB 시험 방송을 시작하였다.
2010년 12월 20일에 학산동 신 사옥으로 이전하면서, 전국 지역 민영방송 최초로 스튜디오, 편집실 등을 HD로 전환하여 모든 자체 제작 프로그램을 HD로 제작 송출하고 있다 (단, 외부 중계차로 제작한 프로그램은 제외한다.).
PSB 부산방송 (현 KNN)의 가시청권이 부산 및 경상남도 등 일부 지역으로 국한되어 있는 반면, UBC 울산방송은 본래 울산 등 특정 권역만 별개로 가시청권으로 국한되어 있다.

## 연혁

### 1990년대
- 1996년 9월 4일 민영방송 참여 신청서 및 사업 계획서 제출. (공보처)
- 1996년 11월 6일 지역 민영방송 사업자로 선정.
- 1996년 12월 16일 주식회사 울산방송 설립. 창립총회 개최.
- 1997년 5월 19일 정보통신부(현 과학기술정보통신부)로부터 방송국 가허가 취득.
- 1997년 7월 16일 공보처, 방송국 개설 허가추천. (간이 TV중계소)
- 1997년 8월 15일 시험 방송 실시.
- 1997년 9월 1일 울산방송 TV 개국. (UHF 24)
- 1998년 6월 4일 언양 간이 TV 중계소 개국 (채널 41)
- 1999년 7월 15일 양산 간이 TV 중계소 개국 (채널 58)
- 1999년 8월 30일 문화관광부(현 문화체육관광부)로부터 FM 방송 허가 취득

### 2000년대
- 2000년 10월 4일 에베레스트, 로체 등정 참독
- 2000년 10월 20일 중국 장춘방송 교류협력시작
- 2001년 7월 1일 FM 라디오 시험방송 시작
- 2001년 9월 1일 ubc Green FM 라디오 방송 개국 (무룡산, 주파수: FM 92.3㎒)
- 2002년 3월 1일 인터넷 TV/FM On-air 및 VOD 서비스시작
- 2002년 7월 1일 디지털 TV 시험 방송 개시 (지역민방 최초)
- 2003년 12월 4일 HDTV 정규방송 시작 (무룡산, 문수산)
- 2003년 12월 26일 ubc 문화장학재단 설립
- 2003년 12월 26일 문수산 DTV 중계소 개국
- 2007년 6월 30일 지상파 DMB 방송 ubc u 개국
- 2008년 7월 7일 DMB 정규방송 개시
- 2008년 12월 24일 언양, 양산 DTV 중계소 개국

### 2010년대
- 2010년 12월 20일 남구 삼산동 구사옥(삼산로 261)에서 중구 학산동 신사옥으로 이전. HD 디지털 전환.
- 2011년 5월 미포 디지털 텔레비전 중계소 개소
- 2011년 7월 12일 미포 DTV 중계소 개국
- 2011년 12월 28일 HD 중계차 도입
- 2012년 6월 12일 일본 니카타 BSN 방송과 교류 협약체결
- 2012년 8월 16일 오후 2시, 지상파 아날로그 텔레비전 방송 종료
- 2013년 7월 17일 울산지역 디지털 주파수 재배치 완료
- 2017년 12월 29일 ubc UHD TV 정규방송 시작
- 2018년 5월 17일 중국 옌청방송과 방송교류 협약체결
- 2018년 6월 13일 제7회 전국동시지방선거 개표방송 진행
- 2019년 4월 3일 김종걸 대표이사 취임 및 SM그룹 편입

## TV 방송
1997년 5월 19일에 정보통신부(현 과학기술정보통신부)로부터 TV 방송국 허가를 받았다. 1997년 8월 15일 시험 방송을 시작하여, 같은 해 9월 1일 TV 방송을 개국함으로써 울산방송의 방송사가 시작되었다. 이어 언양과 양산 등의 중계소를 개국하여 가시청권을 넓혀 나갔다. 2003년 12월에는 울산 지역 최초로 지상파 디지털 TV 방송을 개국하였으며, 2010년 12월 20일에는 사옥 이전과 동시에 HD 방송을 시작하여 고화질의 디지털 TV 방송을 서비스하고 있다. 울산, 양산, 경주 일부 지역을 가시청권으로 하며 방송권역 내 5개 송신소와 중계소를 운영 중이다.

### 프로그램
ubc-TV는 약 27% 가량을 자체 편성하고 있다. 
뉴스/보도
시사/교양
- 테마스페셜 (매주 토 아침 8시 25분) (KTV 제작)
- 네트워크 현장 고향이 보인다 (SBS) (이승재, 최지은 아나운서 진행)
- TV와 시청자 (매월 마지막주 수요일 오후 4시)(편정택 아나운서, 박은숙 부산대학교 교수 진행)
- ubc 열린TV
- 생방송 0!52 (매주 금요일 저녁 7시 05분)(이승재 아나운서 진행)
- TV닥터 처방전 (매주 금요일 저녁 6시 50분)(최지은 아나운서 진행)
- 필 환경시대의 지구수다 시즌 5 - 일회용품 없는 세상 (매주 토요일 오전 9시 30분)(윤일돈 MC, 김현주 리포터 진행)

문화/정보
- 싱싱 고향별곡(TBC) (매주 화, 50분)
- 네모세모

생활/다큐
- 화첩기행(TJB) (매주 금, 60분)

연예/오락
- 열린예술무대 뒤란 (매주 금, 55분)
- 전국 톱 10 가요쇼 (CJB 제작)(매주 토 10:55 ~ 12:00, 65분)

#### 종영 프로그램
- TV 에세이 울주 별곡
- 세상을 바라보다 시선
- 세상발견 유레카
- TV 특강 행복 플러스
- 미니 다큐 민들레
- ubc 시사 진단
- 시사 기획 인사이드
- 생방송 아침을 연다
- 점프! 울산 고래
- 위풍당당 울산
- 굿데이 울산
- 출동! 6mm 지그재그
- 창업 스토리 뭐니 머니
- 생생 건강 플러스
- ubc 퀴즈 만세
- 신나는 수요일이 좋다
- 사투리 쇼 얼룩말
- 생방송 ubc 투데이
- 인생 횡단 올드 보이가 간다(시즌1)
- 인생 후반전 올드 보이가 간다(시즌2)
- 생방송 퀴즈 쇼 톡선생
- 맛있는 아시아 푸드헌터(KNN)
- 좋은 날 좋은 시간
- 김준호, 손심심의 오색여행
- 필 환경시대의 소소식탁(지구수다 시즌 4)

### 방송 송출 시설망
- 호출부호 : HLDP-DTV
- 가상채널 : 6-1

| 송신소        | UHD      | UHD  | HD                             | HD    | 송신소 위치                   | 비고 |
| 송신소        | 물리채널 | 출력 | 물리채널                       | 출력  | 송신소 위치                   | 비고 |
| ------------- | -------- | ---- | ------------------------------ | ----- | ----------------------------- | ---- |
| 무룡산 송신소 | CH 39    | 5㎾  | CH 30                          | 2.5㎾ | 울산 북구 화봉동 20-1         |      |
| 미포 중계소   |          |      | CH 43                          | 20W   | 울산 동구 동부동 산190 봉대산 |      |
| 문수산 중계소 | CH 32    | 90W  | 울산 울주군 청량읍 율리 산339  |       |                               |      |
| 언양 중계소   | CH 42    | 20W  | 울산 울주군 삼남읍 교동리 산90 |       |                               |      |

아날로그TV
- 호출부호 : HLDP-TV

| 송신소        | 채널  | 출력 | 송신소 위치                    | 비고 |
| ------------- | ----- | ---- | ------------------------------ | ---- |
| 무룡산 송신소 | CH 24 | 30㎾ | 울산 북구 화봉동 20-1          |      |
| 미포 중계소   | CH 43 | 100W | 울산 동구 동부동 산190 봉대산  |      |
| 문수산 중계소 | CH 29 | 500W | 울산 울주군 청량읍 율리 산339  |      |
| 언양 중계소   | CH 41 | 100W | 울산 울주군 삼남읍 교동리 산90 |      |
| 수렴 소출력   | CH 44 | 90W  | 경북 경주시 양남면 수렴리      |      |

## 라디오 방송

### Green FM
1999년 8월 30일 방송국 허가를 취득한 후, 2001년 7월 1일 시험전파를 발사하여 같은해 9월 1일 라디오방송인 그린FM이 개국하였다. 음악·토크 등의 프로그램을 제작하여 편성하고 있으며, SBS와 네트워크 업무 제휴를 맺고 SBS 파워FM의 프로그램을 상당수 편성한다. 울산과 부산시 기장군 일부, 경주일부지역을 가청권역으로서 방송중이다.

### 프로그램
| Ubc Green FM                 | Ubc Green FM             | Ubc Green FM | Ubc Green FM |
| 프로그램명                   | 방송시간                 | DJ           | 방송분량     |
| ---------------------------- | ------------------------ | ------------ | ------------ |
| 김수희의 잠 못 드는밤 그대는 | 매일 새벽 3시~아침 5시   | 김수희       | 120분        |
| 전선민의 유쾌한 데이트       | 월~토 오전 9시~11시      | 전선민       | 120분        |
| 문지영의 라디오스타          | 일요일 오전 9시~11시     | 문지영       | 120분        |
| 김수희의 머니를 부탁해       | 월~금 오전 11시~낮 12시  | 김수희       | 60분         |
| 김수희의 11시를 부탁해       | 토요일 오전 11시~낮 12시 | 김수희       | 60분         |
| 최지은의 언제나 영화처럼     | 일요일 오전 11시~낮 12시 | 최지은       | 60분         |
| 행복한 네시 정윤지입니다     | 월~토 오후 4시~저녁 6시  | 정윤지       | 120분        |
| 이승재의 일요음악특급        | 일요일 오후 4시~저녁 6시 | 이승재       | 120분        |

### 방송 송출 시설망
| Ubc Green FM  | Ubc Green FM | Ubc Green FM | Ubc Green FM | Ubc Green FM          |
| 송신소        | 주파수       | 출력         | 호출부호     | 송신소 위치           |
| ------------- | ------------ | ------------ | ------------ | --------------------- |
| 무룡산 송신소 | FM 92.3㎒    | 3㎾          | HLDP-FM      | 울산 북구 화봉동 20-1 |

### 제공 시보

#### 정각 시보
- 연암철물
- 홈씨씨 인테리어 울산점

## 지상파 DMB 방송
- KNN 부산경남방송과 공동으로 투자하여, 부산·울산·경남 전역을 방송권역으로 하는 지상파 DMB 사업자로서 방송중이다. KNN은 SBS방송과 KNN방송을 송출하고, ubc는 mYTN방송 상당수와 자체방송을 송출한다

## 사가
- 2001년 9월 1일부터 ubc Green FM 방송시작멘트에 ubc 울산방송의 사가로 사용되고 있다. 이 사가는 방송 시작멘트에서 들을 수 있다.

1절
동해의 푸른새벽 함께 가르며
도약하는 울산의 횃불이 되어
창-의와 책임있는 미래 펼치는
세계로 열려있는 신뢰받는 방송
아- 아- 울산의 맥박 우-리의 숨결
희망과 감동이 살아 넘치는
영원하~리 ubc~ ubc 울산방송!
2절
온 세계 이웃되는 행복한 꿈과
봉사와 사랑심는 생활인의 벗
새-역사 열어가는 진실한 보도
공익의 앞장서는 지역인의 방송
아- 아- 울산의 맥박 우-리의 숨결
희망과 감동이 살아 넘치는
영원하~리 ubc~ ubc 울산방송!

## 조직

### 대표이사
- 심의실
- 광고경영국

- 기획관리팀
- 광고사업팀

- 보도제작국

- 편성전략팀
- 제작팀
- 영상제작팀
- 보도취재팀

개그맨(문세윤/유민상)
- 디지털기술센터

- 기술관리팀

- 이사회
- 시청자위원회

## 사건

### 최대 주주 변경
- 2004년 12월 31일에 ubc의 최대주주인 (주)KCC가 2004년 중 지상파 방송사업에 대한 대기업의 소유제한을 규정한 방송법 제 8조 3항[2]에 저촉됨에 따라, 2004년 1월 1일자로 (주)KCC로부터 100%에 해당하는 주식을 매수한 한국프랜지공업주식회사가 ubc의 대주주로 변경되었으나, 최근에 SM그룹이 ubc의 지분을 100% 인수해 새로운 대주주가 되었다.

### 중계차 임대 사업
울산방송은 2022년에 HDTV 중계차를 구매한 다음 온에어유(Onair U)를 설립하여 사업을 개국시작하였다.

## 사옥 변천 과정
- 1997년 9월 1일 ~ 2010년 12월 19일: 울산광역시 남구 삼산로 261, 11~12층
- 2010년 12월 20일 ~ 현재: 울산광역시 중구 구교로 41

## 로고송

### 로고송 (TV)
- 정다운 이웃 우리의 방송 ubc (유비씨)와 함께 (1997년 9월 1일 ~ 2004년 12월 31일)[3]
- 행복을 드려요 사랑을 전해요 ubc (유비씨) 울산방송 (2010년 10월 22일 ~ 현재)
- 울산은 참 살기좋은 도시에요 ubc (유비씨) 울산방송 (2005년 1월 1일 ~ 현재)[4]

### 로고송 (라디오)
- 행복한 사람들이 만들어 가는 초록빛 세상 ubc Green FM (2001 ~ 현재)
- 나만의 감성 주파수 92.3 내가 그린~ ubc Green FM ~ (2006 ~ 현재)
- 나만의 감성 주파수 92.3 내가 그린 FM~ ubc Green FM ~ (2006 ~ 현재)
- ubc ubc ubc ubc 그린 FM 92.3 <정시 시보> (2006 ~ 2016)
- 나만의 감성 주파수 92.3 내가 그린 ubc Green FM (Green FM) <정시 시보> (2017 ~ 현재)
- ubc 그린 FM ~ <30분 시보> (2006 ~ 현재)

## 연중캠페인
- 2002년 초록 세상을 가꿉시다

## 해외제휴국
- 일본 니가타 방송 (新潟放送)
- 중국 장춘전시대 (长春电视台)

## 직원 현황 (2025년 ~ 현재)
- 아나운서 - 편정택, 최지은, 이승재
- DJ, 리포터, MC - 김수희, 문지영, 전선민, 정윤지, 김현주, 양정희, 조장길, 김언지, 김서영

### 보도국
- 보도국장: 김익현
- 취재팀장: 조윤호
- 취재기자: 윤주웅, 이영남, 김영환, 전병주, 배대원, 성기원, 이채현
- 편집제작팀장 : 김익현
- 제작기자 : 박재권
- 보도영상팀장 : 이종호
- 카메라 기자: 안재영, 김운석, 김영관, 최학순, 최문호, 주언태

## 여담, 정파영상
울산방송은 정파 때 일반적으로 1997년 9월 개국 것 2002년 3월 1일에서 첫 3,000㎑ 짜리의 "삐~" 1,000㎐ 소리가 나는 정파음을 기본적으로 쓰며, 어쩔 때에는 청주방송, G1방송 등과 비슷하게 2,000㎐ 짜리의 정파음도 가끔 나가는 경우도 있다.

## 같이 보기
- 울산MBC
- KBS울산방송국